# Keith Hirst
Keith Richard Halliwell Hirst (* 15. Oktober 1932 in Bradford; † 20. Oktober 2015 in North Yorkshire) war ein englischer Fußballspieler.

## Karriere
Hirst kam 1953 als Amateur von Low Moor Celtic, einem Dorfklub nahe Bradford, zum Drittligisten Bradford Park Avenue und stieg im Januar 1954 zum Profi auf. Unter Manager Norman Kirkman debütierte er am 2. Januar 1954 bei einer 0:2-Heimniederlage beim FC Barnsley anstelle des rechten Außenstürmers Dennis Brickley. Ohne weiteren Pflichtspieleinsatz wurde Hirsts Vertrag bereits im April 1954 wieder aufgelöst; weitere Karrierestationen sind nicht dokumentiert.
Hirst lebte zuletzt in Langthorpe bei Boroughbridge und starb kurz nach seinem 83. Geburtstag in einem Krankenhaus in North Yorkshire im Kreise seiner Familie.